# Zetra Ice Rink
Zetra Ice Rink, Zetra Sarajevo of Olimpijska Dvorana Zetra was een onoverdekte ijsbaan in de Bosnische hoofdstad Sarajevo. De baan werd in 1981 en 1982 gebouwd en in 1983 geopend voor het schaatsen op de Olympische Winterspelen 1984. In 1992 werd de baan weer gesloten.
Er zijn twee wereldrecords gereden; op de 1500 meter reed Karin Enke tijdens de Olympische Winterspelen op 9 februari 1984 naar 2.03,42. Een jaar en één dag later schaatste Andrea Schöne-Mitscherlich op het WK Allround op de 5000 meter naar 7.32,82. Het baanrecord zou later weer worden aangescherpt.

## Grote kampioenschappen
Internationale kampioenschappen
- 1983 - WK junioren
- 1984 - Olympische Spelen
- 1985 - WK allround vrouwen
- 1991 - EK allround

## Wereldrecords
| Nr. | Discipline     | Naam          | Land                           | Tijd    | Datum            |
| --- | -------------- | ------------- | ------------------------------ | ------- | ---------------- |
| 1.  | 1500 meter (v) | Karin Enke    | Duitse Democratische Republiek | 2.03,42 | 9 februari 1984  |
| 2.  | 5000 meter (v) | Andrea Schöne | Duitse Democratische Republiek | 7.32,82 | 10 februari 1985 |